# 克魯莫夫格勒市鎮

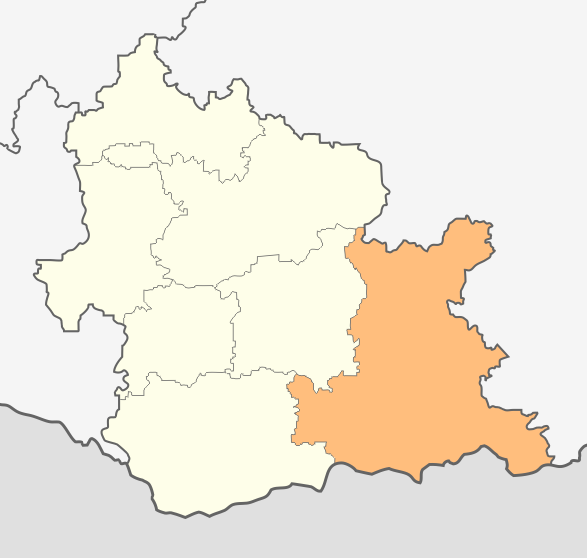

克魯莫夫格勒市，是保加利亞的城鎮，位於該國南部，由克爾賈利州負責管轄，首府設於克魯莫夫格勒，面積836.75平方公里，2011年人口17,823，人口密度每平方公里21.3人。
41°28′N 25°39′E / 41.467°N 25.650°E